# بروس إسترلينج جنكينز
بروس إسترلينج جنكينز (بالإنجليزية: Bruce Sterling Jenkins)‏ (و. 1927 – م) هو محامي، وقاضي، وسياسي من الولايات المتحدة الأمريكية.

## التعليم
تعلم في جامعة يوتا.